# Laurent Villiers
Laurent Villiers (21 de enero de 1949) es un deportista francés que compitió en judo. Ganó una medalla de oro en el Campeonato de Oceanía de Judo de 1985 en la categoría de +95 kg.

## Palmarés internacional
| Campeonato de Oceanía | Campeonato de Oceanía    | Campeonato de Oceanía | Campeonato de Oceanía |
| Año                   | Lugar                    | Medalla               | Categoría             |
| --------------------- | ------------------------ | --------------------- | --------------------- |
| 1985                  | Auckland (Nueva Zelanda) | Medalla de oro        | +95 kg                |